# Ey Burn
Der Ey Burn ist ein Bach in der schottischen Council Area Aberdeenshire.

## Beschreibung
Der Ey Burn entsteht durch den Zusammenfluss der Bäche Allt Beinn Iutharn und Alltan Odhar im Zentrum der Grampian Mountains zwischen den Hügeln Càrn Cruinn (862 Meter) und Carn Creagach (894 Meter). Die Ortschaft Braemar befindet sich etwa zwölf Kilometer nordöstlich. Beide Quellbäche entspringen im äußersten Südwesten Aberdeenshires nahe der Grenze zur benachbarten Council Area Perth and Kinross beziehungsweise der traditionellen Grafschaft Perthshire. Auf seinen ersten vier Kilometern fließt der Ey Burn vornehmlich nach Nordosten ab, um dann nach Nordwesten zu drehen. Zuletzt schlägt sein Lauf etwa 6,5 Kilometer abwärts der Quelle eine nördliche Richtung ein. Kurz vor seiner Mündung von rechts in den Dee, der wiederum in Aberdeen in die Nordsee mündet, passiert der Ey Burn den Weiler Inverey (übersetzt: „Mündung des Ey“). Auf seinem rund elf Kilometer umfassenden Lauf nimmt der Ey Burn verschiedene Bäche auf. Sein Hauptzufluss ist der vom Càrn Bhac abfließende Allt Connie.
Das Tal des Ey Burn wird als Glen Ey bezeichnet. Es verläuft weitgehend parallel zum Glen Clunie des östlich benachbarten Clunie Waters. Ein kurzes Stück flussaufwärts der Einmündung des Allt Connie durchfließt der Ey Burn die kurze Schlucht The Colonel’s Bed. Nördlich von Inverey überspannt eine zum Gut Mar gehörende Bogenbrücke den Bach. Das denkmalgeschützte Bauwerk wurde um 1799 errichtet. Nahe seiner Mündung stand das Tower House Inverey Castle am rechten Ufer des Ey Burn. Es wurde 1689 im Zuge der Jakobitenaufstände niedergebrannt.

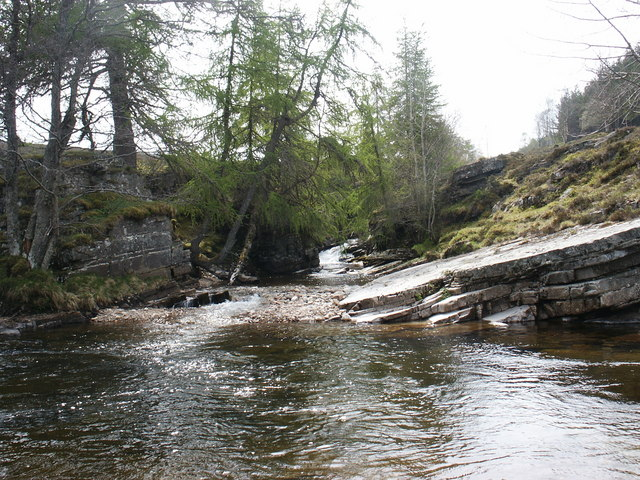
Mündung des Allt Connie in den Ey Burn
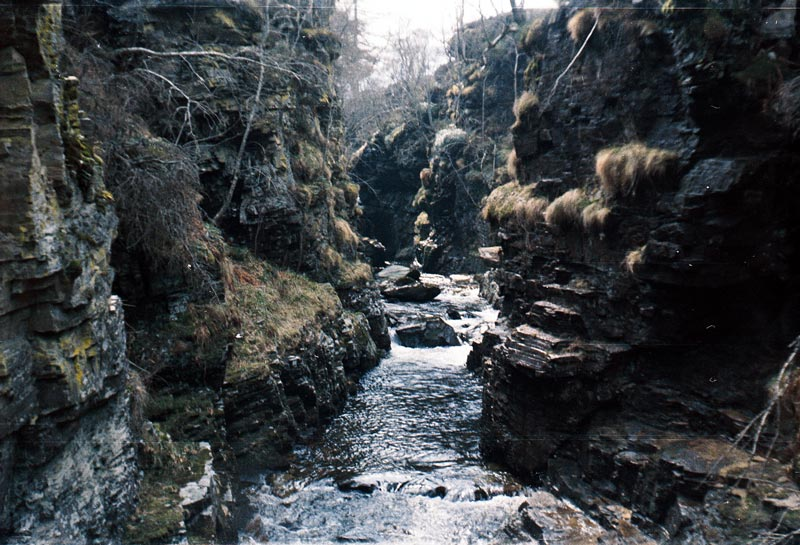
Colonel’s Bed
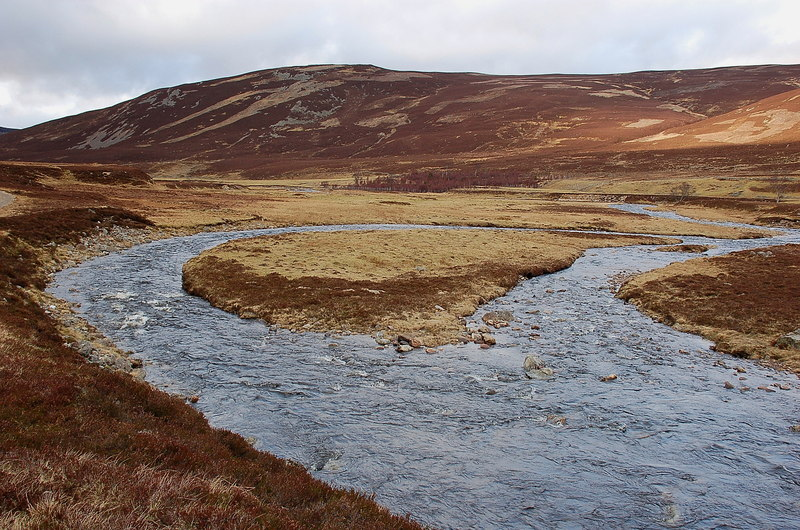
Flussinsel im Oberlauf